# Glenea grandis
Glenea grandis är en skalbaggsart som beskrevs av Schwarzer 1929. Glenea grandis ingår i släktet Glenea och familjen långhorningar. Inga underarter finns listade i Catalogue of Life.